# Museu del Turisme
El Museu del Turisme és un museu ubicat a Calella, inaugurat el 9 de gener de 2016. Està ubicat a l'antiga Fàbrica Llobet-Guri, a l'altura de la cruïlla amb el carrer Sant Pere de Calella de Mar, on ocupa 1.600 metres quadrats dividits en tres espais. L'equipament dona suport a la candidatura del Turisme a patrimoni immaterial de la Unesco. Es preveu que sigui un centre d'investigació i documentació i un espai per al foment de la cultura del turisme a través de propostes educatives i pedagògiques, adreçades especialment al públic escolar.